# Renault R31
Renault R31 — гоночний автомобіль з відкритими колесами команди Renault F1 Team на чемпіонаті 2011 Формули-1.

## Презентація
Перша поява машини на публіці відбулася 31 січня 2011 року на трасі імені Рікардо Тормо у Валенсії. Болід пофарбований у золотисто-чорній гамі Lotus-Renault часів вісімдесятих років минулого століття.
На R31 з'явилася нова радикальна вихлопна система, виводи якої знаходяться в районі передньої частини бічних понтонів. При цьому в нижній частині машини створюється ефект «видувного дифузора».
З 1 по 3 лютого команда провела перші тести нового боліда на цій трасі.